# Rođendanski problem
Rođendanski problem je vrsta problema u teoriji vjerojatnosti. Naziva ga se također rođendanskim paradoksom, premda to nije paradoks u pravom smislu. Paradoksom ga se naziva jer se suprotstavlja prirodnoj intuiciji i unatoč tome što ne dovodi do logičke kontradikcije.

## Problem
Traži se vjerojatnost da u nasumično odabranoj skupini od n ljudi bar dvjema je osobama rođendan istoga dana. Vjerojatnost događaja je 100% ako u skupu 366 osoba, izbacimo li iz računa prijestupni nadnevak 29. veljače. Vjerojatnost ne raste pravocrtno s brojem osoba, nego rastućom krivuljom, pa u skupu manjem od petine, tj. za 70 ljudi vjerojatnost već iznosi 99,9%, a kod 23 osobe, što je manje od desetine, vjerojatnost je već 50%.
Iz problema rođendana proizašao je rođendanski napad.